# Alain de Rougé
Pour les articles homonymes, voir Rougé (homonymie).
Alain de Rougé est un homme politique français né le 9 septembre 1871 à Précigné (Sarthe) et décédé le 25 novembre 1936 à Précigné.

## Biographie
Issu de la famille de Rougé, il est le fils de Jacques de Rougé et de Marie Hutteau d'Origny, le petit-fils d'Emmanuel de Rougé.
Propriétaire terrien et exploitant agricole, il est élu maire de Précigné de 1904 à 1936 et conseiller général du canton de Sablé-sur-Sarthe de 1904 à 1936.
Le 16 novembre 1919, il est élu député de la Sarthe et siège jusqu'en 1924, inscrit au groupe de l'Entente républicaine démocratique.
Il fait partie de la commission des douanes et de celle des marchés de guerre. Il rédige plusieurs rapports et intervient plusieurs fois à la tribune sur diverses questions
Il se représente au renouvellement de 1924 mais n'est pas réélu.

### Distinctions
- Croix de guerre 1914-1918
- Chevalier de la Légion d'honneur
- Military Cross

### Mariage et descendance
Alain de Rougé épouse le 20 novembre 1898 Marie Anne Elisabeth Gicquel (1877-19..), fille de Prosper Gicquel et Elisabeth de Rufz de Lavizon. Il en a deux enfants :
- Simone de Rougé (Paris 16e, 13 novembre 1899 - Précigné, 9 janvier 1985), mariée en 1923 avec Robert d'Ussel (1894-1975), maire de Précigné de 1936 à 1965, conseiller-général du canton de Sablé sur Sarthe de 1937 à 1940 et de 1945 à 1967 ;
- Hervé de Rougé (Paris, 16e, 13 mai 1905 - Leysin, 19 octobre 1935), célibataire[2].

### Sources
- « Alain de Rougé », dans le Dictionnaire des parlementaires français (1889-1940), sous la direction de Jean Jolly, PUF, 1960 [détail de l’édition]